# Lauri Asikainen

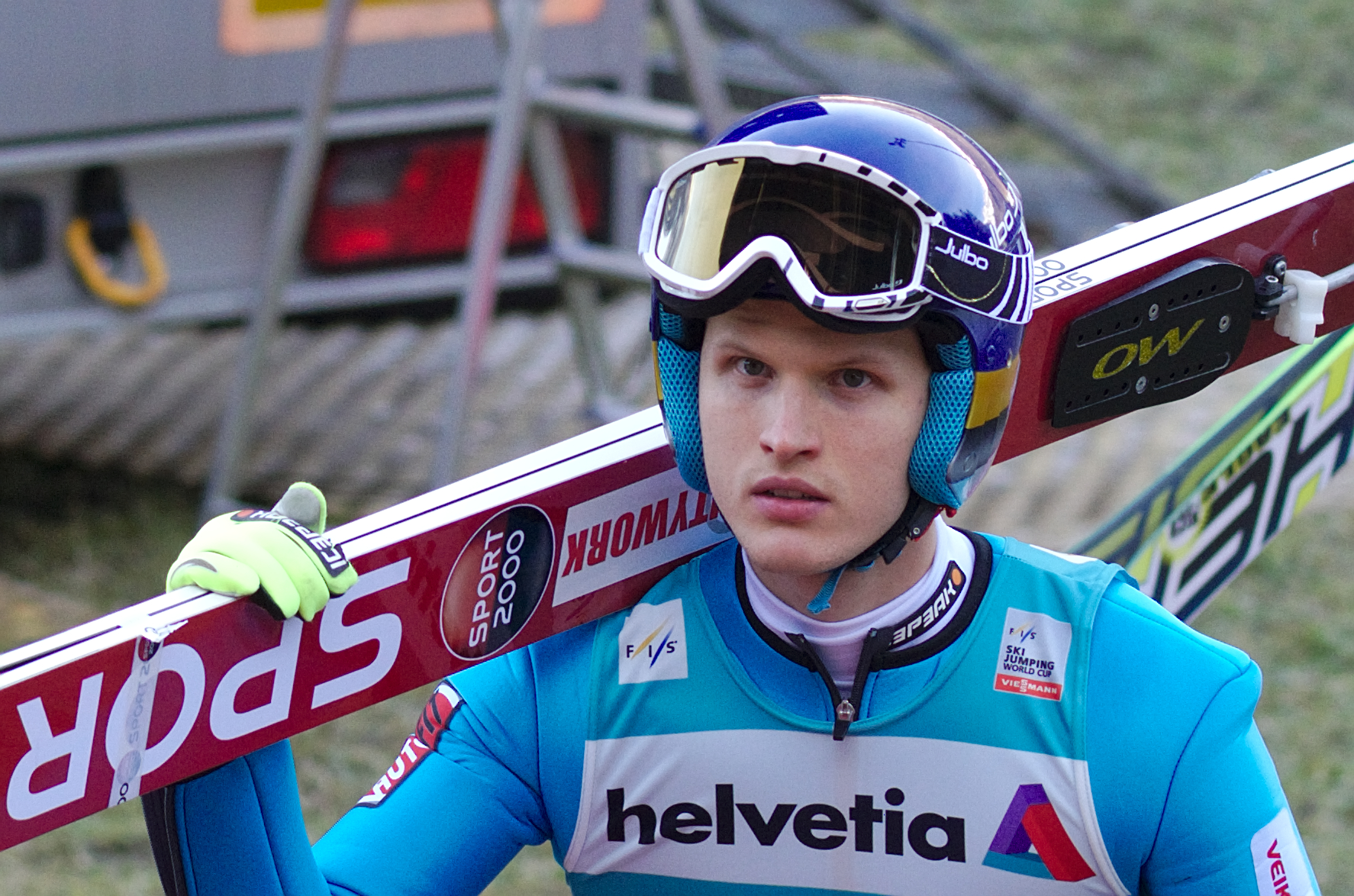
Lauri Asikainen

Lauri Asikainen (Savonlinna, 1989. május 28. –) finn síugró, északiösszetett-versenyző.
Fiatal korában síugrónak készült, a 2007-es Tarvisióban rendezett junior világbajnokságon is szerepelt. Itt bronzérmes lett. A felnőtt mezőnyben mint északi összetett versenyző jelent meg, amikor a 2009-es libereci világbajnokságon részt vett. 2012 őszétől versenyez a FIS síugró világkupájában.